# Johnny Mauro
Johnny Mauro (  Denver, Colorado, 1910. október 25. – Golden, Colorado, 2003. január 23.) amerikai autóversenyző.
Kedvelte a baseballt és az autókat. Családjával együtt számos autókereskedést üzemeltettek, a Ferrari autókat például évekig egyedüliként árusították Denverben.
Mauro az Indy sorozatban versenyzett Ferrarijával az 1940-es és 1950-es években. Ő állt az United States Truck Driving School (kb. Egyesült Államokbeli Kamionvezetési Iskola) mögött is, ezt napjainkban is lánya, Arlene és férje, Dick Lammers birtokolja.
2003-ban bekövetkezett halálos autóbalesetekor Mauro számos autóból álló gyűjteményt hagyott hátra, melyeket helyreállítottak eredeti állapotukra. A gyűjteményhez tartozott például egy Ford A Model, egy Alfa romeo, egy Fiat, néhány Mercedes, egy Buick és Mauro kedvence, a csupán néhány ezer mérföldet futott 1984-es Ferrari GTO is.

## Fordítás
- Ez a szócikk részben vagy egészben  a   Johnny Mauro című angol Wikipédia-szócikk fordításán alapul.  Az eredeti cikk szerkesztőit annak laptörténete sorolja fel. Ez a jelzés csupán a megfogalmazás eredetét és a szerzői jogokat jelzi, nem szolgál a cikkben szereplő információk forrásmegjelöléseként.